# 劉容
劉 容（りゅう よう、生没年不詳）は、13世紀前半にモンゴル帝国に仕えた将軍の一人。字は仲寛。

## 略歴
劉容の祖先は西夏領の青海に住まう一族で、劉容の高祖の劉阿華は西夏に仕えていた。劉容の父の劉海川の時代に西夏がモンゴル帝国に征服されたため、劉海川とその一族は雲京に移住し劉容もそこで育った。劉容は幼い頃から利発で読書を好み、騎射も得意ではあったがあまり好まなかった。その後、モンゴル帝国第4代皇帝モンケが亡くなってその弟のクビライが立つと、劉容は推薦を受けてクビライの皇太子チンキムに仕えるようになった。
1278年（至元15年）、クビライの命を受けて江西方面に赴き、現地の民を撫慰した。その後、広平路総管などを歴任して52歳にして病で亡くなった。